# Flessura epatica
Nell'anatomia umana la flessura epatica è il bordo che separa il colon ascendente e il colon trasverso.

## Anatomia
Risulta legata al fegato tramite piega peritoneale

## Patologia
Possono riscontrarsi masse tumorali che vengono operati con emicolectomia.